# Præsidentvalget i Kroatien 2014–2015
Præsidentvalget i Kroatien blev afholdt den den 28. december 2014. Fordi ingen af kandidaterne fik mere end 50% af stemmerne i første valgomgang, blev en anden afholdt den 11. januar 2015 imellem den daværende siddende præsident Ivo Josipović og Kolinda Grabar-Kitarović. Valget endte med at Kolinda Grabar-Kitarović vandt med 50.74% af stemmerne.
Det forrige præsident var i 2009-2010.